# الحمبرا (ایلینوی)
الحمبرا (به انگلیسی: Alhambra) یک روستا در ایالات متحده آمریکا است که در ایلینوی واقع شده‌است. الحمبرا ۱٫۹۸ کیلومتر مربع مساحت و ۶۸۱ نفر جمعیت دارد.